# Anson Mount
Anson Mount, född 25 februari 1973 i White Bluff, Tennessee, USA, är en amerikansk skådespelare.
Mount har uppträtt som "the Undertaker" i pjäsen "The Death and Life of Sneaky Fitch", och spelade huvudrollen i pjäsen "Harvey".
Han har även spelat huvudrollen i tv-serien "Hell on wheels" som visades på svensk tv 2012. Han föreställer där Cullen Bohannan som är en viktig karaktär i serien. Mount spelar även kapten Christopher Pike i Star Trek : Discovery.
Han har en halvbror vid namn Anson III och två halvsystrar, Kristin och Elisabeth.

## Filmografi (i urval)
- 1999 - Ally McBeal
- 2000 – Mördande legender 2 - Toby
- 2002 – Crossroads - Ben
- 2005 – I hennes skor - Todd
- 2008 – All the Boys Love Mandy Lane